# Tabebuia elongata
Tabebuia elongata es una especie de planta perteneciente a la familia Bignoniaceae. Es nativa de Cuba. Está amenazada por la destrucción de hábitat.

## Fuente
- Areces-Mallea, A.E. 1998. Tabebuia elongata. 2006 IUCN Red List of Threatened Species.  De3scargado el 23 de agosto de 2007.

- Datos: Q5479860